# The BMJ
The BMJ (vor 1988 British Medical Journal, bis 1. Juli 2014 BMJ) ist eine medizinische wissenschaftliche Fachzeitschrift, die von der BMJ Group (im Eigentum der British Medical Association) in London herausgegeben wird. Sie erscheint seit 1840 (seinerzeit als Provincial Medical and Surgical Journal) wöchentlich in englischer Sprache.  Im Jahr 2013 betrug die Auflage knapp 122.000 Exemplare. Laut ISI Web of Knowledge lag im Jahr 2019 der Impact Factor bei 93,333, damit liegt die Zeitschrift in der Kategorie allgemeine und innere Medizin an vierter Stelle (von 154 Zeitschriften).

## Inhalt und Ausrichtung
Die Zeitschrift veröffentlicht Aufsätze zur Evidenzbasierten Medizin, Literaturkritiken sowie Nachrichten zur medizinischen Forschung sowie auch zum Arbeitsmarkt und vieles mehr. Des Weiteren werden Sonderausgaben zu bestimmten Themen, wie beispielsweise zum Gesundheitswesen in Afrika herausgegeben.
Jede Ausgabe ist sowohl kostenpflichtig online als auch in Papierform erhältlich. Die gedruckte Ausgabe ist in vier verschiedenen Arten erhältlich:
- General Practice (Allgemeinmedizin)
- Clinical Research (Krankenhausmedizin)
- International edition (international)
- Compact Edition (ehemalige Mitglieder)

## Sonstiges
2020 beschloss die Zeitschrift, sich aufgrund unzulänglicher Klimaschutzbemühungen der Divestment-Bewegung anzuschließen und nicht länger Werbung für Konzerne zu akzeptieren, die fossile Energieträger fördern, oder Studien zu publizieren, die von Unternehmen aus der Branche (mit)finanziert wurden. Genauso verhält sich die Zeitschrift schon seit längerem bei der Tabakindustrie. Hintergrund sind u. a. die Anstrengungen verschiedener Industrien, wissenschaftliche Erkenntnisse in Bezug auf die Schädlichkeit ihrer Produkte zu verschleiern, verzerren oder zu leugnen.